# Pierre Vernet
Pour les articles homonymes, voir Vernet.
Ne doit pas être confondu avec Pierre Vernet (acteur).
Pierre Vernet né le 21 mars 1943 à Lascahobas (Haïti) et mort  lors du séisme du 12 janvier 2010 à Haïti, est un grammairien, linguiste et défenseur du créole haïtien.

## Biographie
Après ses études classiques au collège Jean-Marie Guilloux et au Petit Séminaire Collège Saint-Martial, Pierre Vernet a commencé très tôt à enseigner le grec et le latin au Centre d’Études Secondaires à Port-au-Prince. Puis, il est parti aux États-Unis comme tant d’autres, pour fuir la dictature de Duvalier. Il y a vécu 7 ans. Très peu épanoui dans sa vie à New York, malgré son engagement dans des syndicats de travailleurs haïtiens là-bas, il est ensuite parti à Paris en 1967 où il entreprendra des études de linguistique, de psychologie et de sciences de l’Éducation à la Sorbonne. En 1976, il est parti en mission à Haïti pour réaliser le petit dictionnaire créole/français qui sera un premier pas vers la normalisation du créole en Haïti. Il a soutenu son doctorat de linguistique  en 1977 sur "l'analyse linguistique du créole haïtien" (mention très bien avec félicitations) avec le linguiste Alain Bentolila avec lequel il continuera de collaborer de façon régulière, comme assistant à la Sorbonne. Il effectua le grand retour dans son pays en 1977, malgré les craintes de la dictature  de Duvalier fils qui continuait à être hostile aux intellectuels.

## Réalisations
En 1978 il fonde en collaboration, avec l’AUPELF de Port-au-Prince qui deviendra l'actuelle Agence Universitaire de la Francophonie(AUF), le Centre de linguistique appliquée de Port-au-Prince. Ce centre deviendra la Faculté de Linguistique Appliquée de l'Université d'État d'Haïti. Pierre Vernet restera le Doyen de cette dite Faculté jusqu'à sa mort. Il s’est battu pendant 33 ans pour le rehaussement de la FLA.
Dans les années 1990, il participe aux premiers accords de coopération terminolinguistiques entre le Québec et Haïti. Il collabore également avec le (Groupe d’Études et de Recherches en Espace Créole et Francophone), et échange avec les linguistes guadeloupéens, guyanais, martiniquais et Seychellois. Pierre Vernet et son ami linguiste Pradel Pompilus.  Le professeur croyait à un véritable bilinguisme pour son pays.
Pierre Vernet s'est donné pour mission la continuité de l’œuvre du tout premier grand créoliste haïtien, Pradel Pompilus. Il avait beaucoup travaillé sur les problèmes de graphie du créole et de sa pédagogisation. L’introduction du créole dans le système scolaire en est un exemple. Cet aspect constitue l’une des chevilles ouvrières de la réforme Bernard qui, en 1987, créolisa complètement l’enseignement primaire haïtien. Cette contribution est immense pour la langue créole. Toutefois, jusqu'à maintenant ce combat n'aboutit pas encore à cause de fortes réticences et résistances qui demeurent dans la société. Alors que la population est presque totalement créolophone. Pierre Vernet était convaincu que c’était là la seule et unique voie pour sortir son peuple de l’analphabétisme et il y mettait, au quotidien, tout son savoir et toute son énergie.
Pierre Vernet a élaboré le projet d'une francophonie haïtienne moderne, dynamique, ouverte au plurilinguisme et aux technologies de l'information et de la communication à l'ère d'Internet. Il s'est battu pour une véritable politique linguistique ayant pour charpente l'alphabétisation de la population haïtienne et l'introduction du créole, aux côtés d'un enseignement mieux adapté du français, comme langue d'enseignement à tous les niveaux de la transmission des savoirs, du primaire à l'université en passant par les écoles techniques et professionnelles.

## Décès
Le 12 janvier 2010, il meurt au milieu de ses étudiants ensevelis sous les décombres des bâtiments universitaires effondrés à la suite du séisme du 12 janvier 2010 à Haïti.
Pierre Vernet n'aura pas eu le temps de mettre en place un Office des deux langues haïtiennes (français et créole), dont la mission ciblerait l'alphabétisation, la généralisation de vocabulaires et lexiques bilingues adaptés aux besoins linguistiques de l'enseignement.

## Association Pierre Vernet
Créée en mars 2010 en France, à la suite du terrible Séisme de 2010 en Haïti, cette association se fixe pour objectif d’apporter une aide aux étudiants et personnels de la faculté de linguistique appliquée d’Haïti et à leurs familles ; leur permettre d’être soignés correctement et de trouver les conditions nécessaires à la poursuite de leurs études, apporter des aides financières et des partenariats avec des universités.
L’association Pierre Vernet (branche française) compte jusqu'à maintenant 160 membres volontaires répartis en France, en Belgique, aux États-Unis (Miami), à Cuba, aux Antilles françaises, etc.

## Bibliothèque Pierre Vernet
Centre de Recherche et de Formation en Français et Communication (CREFFCO) a lancé en 2008, parallèlement à ses activités  un projet de bibliothèque spécialisée en didactique des langues et cultures.. Outre l’état général des besoins en rapport aux infrastructures de recherche, le projet d’une bibliothèque spécialisée en didactique des langues est né de l’expérience des membres de CREFFCO qui, travaillant depuis 2006 dans la formation des enseignants en Haïti, ont pu constater la nécessité d’accéder à une bibliothèque spécialisée dans le domaine de l’enseignement/apprentissage des langues et des cultures, de la communication et de l’éducation.

## Principales publications de Pierre Vernet (hors articles journalistiques)
- 1973 : Analyse Syntaxique du Créole Haïtien : Prédicat, Prédicatifs et nonprédicatifs, Université de Paris V, mémoire de premier cycle en syntaxe créole.
- 1975 : Une Analyse syntaxique du Bambara. Université de Paris V, mémoire de master.
- 1976 : Ti diksyonnè kreyòl–franse, A. Bentolila (dir.), avec P. Nougayrol, Ch. Alexandre et H. Tourneux, Port-auPrince, éditions Caraïbes.
- 1979 : Alphabétisation en Haïti : aspect linguistique, Gerec 4, Centre Universitaire Antilles-Guyane, Études Caribéennes.
- 1980 : Techniques d’écriture du créole haïtien, Port-au-Prince, Le Natal.
- 1980 : Le créole haïtien face à son introduction en salle de classe : le champ sémantique du corps humain, Etudes créoles 3/2 : 45-55.
- 1981 : L’écriture du créole et ses réalités de fonctionnement. Cahiers du Centre de Linguistique appliquée 3 : 1-19.
- 1983 : L’école en créole. Etude comparée des réformes des systèmes éducatifs en Haïti et aux Seychelles, avec R. Chaudenson Paris, ACCT.
- 1984 :  Langues, éducation et société en Haïti, Université de Paris V, thèse de Doctorat de 3e cycle (2 tomes), 661 p.
- 1984 : La reforme éducative en Haiti. Philosophie, objectifs, stratégies et contenus', Études créoles 7/1-2.
- 1988 : Diksyonè òtograf kreyòl ayisyen, avec B.C. Freeman, Port-au-Prince, Sant Lengwistik aplike, Inivèsite Leta Ayiti.
- 1989 : Dictionnaire préliminaire des Fréquences de la langue créole haïtienne, avec B.C. Freeman, Port-au-Prince, Sant Lengwistik aplike, Inivèsite Leta Ayiti.
- 1989 : Hommage au Dr. Pradel Pompilus, Port-au-Prince, Sant Lengwistik aplike, Inivèsite Leta Ayiti.
- 1990 : L’enseignement du français en milieu créolophone haïtien. Quelques aspects sociolinguistiques et méthodologiques. Espace créole 7 : 98-149.
- 1990 : Problématique de la recherche terminologique en Haïti.  Terminologies nouvelles (Cahiers du Rifal), 3.
- 1991 : Avec H. Wittmann et R. Fournier Syntaxe descriptive et comparée du créole haïtien. Conseil de recherches en sciences humaines du Canada. Voix plurielles 9.2 (2012) 9
- 2001 : Leksik elektwomekanik kreyòl, franse, angle, espayòl, avec H. Tourneux, Port-au-Prince, Fakilte Lengwistik Aplike, Inivèsite Leta Ayiti.
- 2001 : Analyse du roman / Analiz woman Eritye Vilokan, de Pierre Michel Chéry, Port-au-Prince, Anthropos.
- 2006 : Trente ans de créolistique. Processus de re-créolisation, décréolisation. In E. Dorismond, F. Calixte et N. Santamaria (éds.), La Caraïbe, entre Histoire et Politique

(Recherches Haïtiano-antillaises 4), Paris, L'Harmattan. 
- 2008 : Une Démarche d'adaptation de la didactique du français aux enfants

créolophones, In R. Chaudenson (dir.),  Didactique du français en milieux créolophones. Outils pédagogiques et formation des  maîtres,  Paris, L’Harmattan : 
249-267. 
- 2008 : L’enseignement du français au primaire dans les aires créolophones, avec L.J. Calvet, R. Chaudenson, J.L. Chiss & C. Noyau Actes du 12e Congrès de la FIPF, Québec (Faire vivre les identités francophones) : 1209-1212.